# Famille Fabriciaco
La famille Fabriciaco (Fabriciazio, Fabriciaci ou Fabricii) est une famille patricienne de Venise, originaire d'Altino ou de la Marche Trévisane.

## Histoire
Il n'est pas sûr quand la famille Fabriciaco soit venue en lagune vénitienne, mais en 742 un Giovanni Fabriciaco, originaire de Eraclea, fut le quatrième magister militum à succéder au doge Orso Ipato. À cause de son gouvernement féroce, il fut déposé par le peuple qui, selon l'usage byzantin, l'exila après l'avoir rasé à zéro et aveuglé.
La famille Fabriciaco, une fois installée à Venise, pratiqua le commerce et fit partie du Consilium. 
En 1232, la famille fut intégrée dans le corps patricien, et y demeura à la clôture de 1297.
Cette famille s'éteignit peu de temps après le lock-out, en 1303, par un Luigi, officiel à la Camera del Canevo.

## Pour approfondir